# Pakayun
Das Pakayun ist ein Säbel aus Borneo.

## Beschreibung

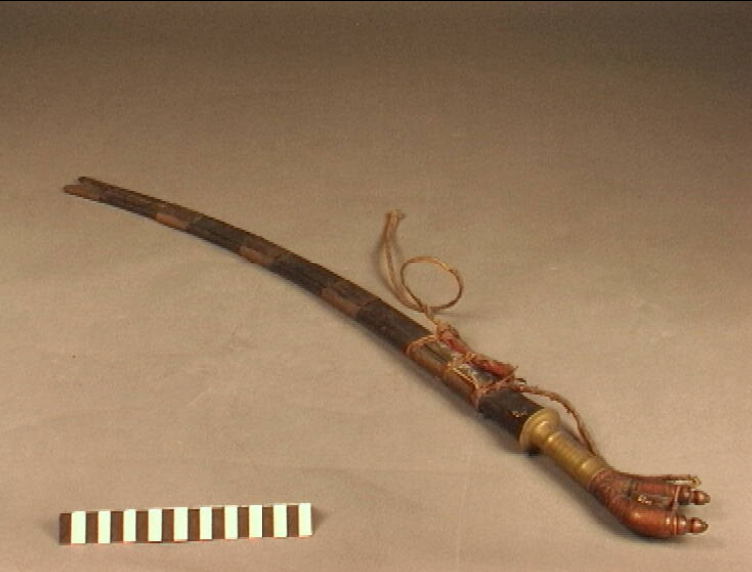
Ein Pakayun in einer Scheide

Das Pakayun hat eine gebogene, einschneidige Klinge. Die Klinge ist vom Heft bis zum Ort etwa gleich breit. Die Ortform variiert. Manche Versionen haben einen schräg abgeschnittenen Ort, andere einen leicht abgerundeten Ort. Die Klingen sind glatt oder mit zwei leichten Hohlschliffen versehen. Das Heft hat ein scheibenförmiges Parier und eine metallene Zwinge, die dazu dient, Heft und Klinge sicherer miteinander zu verbinden. Das Heft besteht immer aus Holz und ist in der für dieses Schwert typischen Form geschnitzt (siehe Bild Infobox und Fotos unter Weblinks). Es endet in zwei parallel zueinander liegenden, abgerundeten Enden. Diese sind schräg zum Heft hin angeordnet. Zwischen den Enden sind dünne Holzplatten ausgeschnitzt und mit Schnitzereien verziert. Manche von diesen reichen bis ans Ende der Knaufvorsprünge. Das Griffstück besteht zusammen mit dem Parier aus einer Messinghülse, die am Übergang zur Klinge scheibenförmig ausläuft („umbo“). Die Metallhülse ist oberhalb des Pariers mit flachen Rattanschnüren umwickelt. Die Scheiden sind meist aus Holz, zweiteilig und mit Rattan, Schnüren aus Pflanzenfasern, oder Zinnblechen umwickelt. Die Unterbrechungen in der Wicklung sind mit figürlichen Schnitzereien verziert. In der Scheide kann ein kleines Stück Baumrinde angebracht sein, das mit Haaren beklebt ist. Das Pakayun wird von der Ethnie der Murut aus Borneo benutzt. Die Zuordnung, ob das Pakayun ein Schwert oder ein Säbel ist, ist strittig.